# Pauly (Côte d'Ivoire)
Pour les articles homonymes, voir Pauly.
Pauly est une localité Bakwé et Néyo située au sud-ouest de la Côte d'Ivoire et appartenant au département de Sassandra dans la région du Gboklè (District du Bas-Sassandra, anciennement région du Bas-Sassandra). La localité de Pauly est un chef-lieu de commune.